# Yazır, Korkuteli
Yazır là một xã thuộc huyện Korkuteli, tỉnh Antalya, Thổ Nhĩ Kỳ. Dân số thời điểm năm 2011 là 1.661 người.